# H5N3
H5N3는 종종 조류 독감 바이러스라고도 불리는 인플루엔자바이러스 A형의 아형이다.

## 역사
H5N는 2005년 8월에 퀘벡에서, 2005년 10월에는 스웨덴에서 확인되었다.
H5N3 바이러스는 2009년 1월 말 프랑스 La Garnache의 한 농장에서 확인되었다. 2009년 1월 29일에서 2009년 1월 31일 사이에 90마리의 새가 죽은 채로 발견되었다. 2009년 2월 1일에 남은 4,932마리의 새들은 전부 처분되었다.
독일에서는 2013년 12월 블룸버그의 한 농장에서 조류인플루엔자 감염이 의심되어 타조 102마리와 닭 28마리가 도살됐다. 표본에서 이 새들은 H5N3 바이러스에 감염된 것으로 드러났다.